# Herval
Herval es un municipio brasileño del estado de Rio Grande do Sul.
Se encuentra ubicado a una latitud de 32º01'25" Sur y una longitud de 53º23'44" Oeste, estando a una altitud de 287 metros sobre el nivel del mar. Su población estimada para el año 2004 era de 7.395 habitantes.
Ocupa una superficie de 2798,3 km².
- Datos: Q1756956
- Multimedia: Herval / Q1756956